# Blairsville (Georgia)
Blairsville è una città degli Stati Uniti d'America, situata in Georgia, nella Contea di Union, della quale è il capoluogo.